# گردنه جرداپ

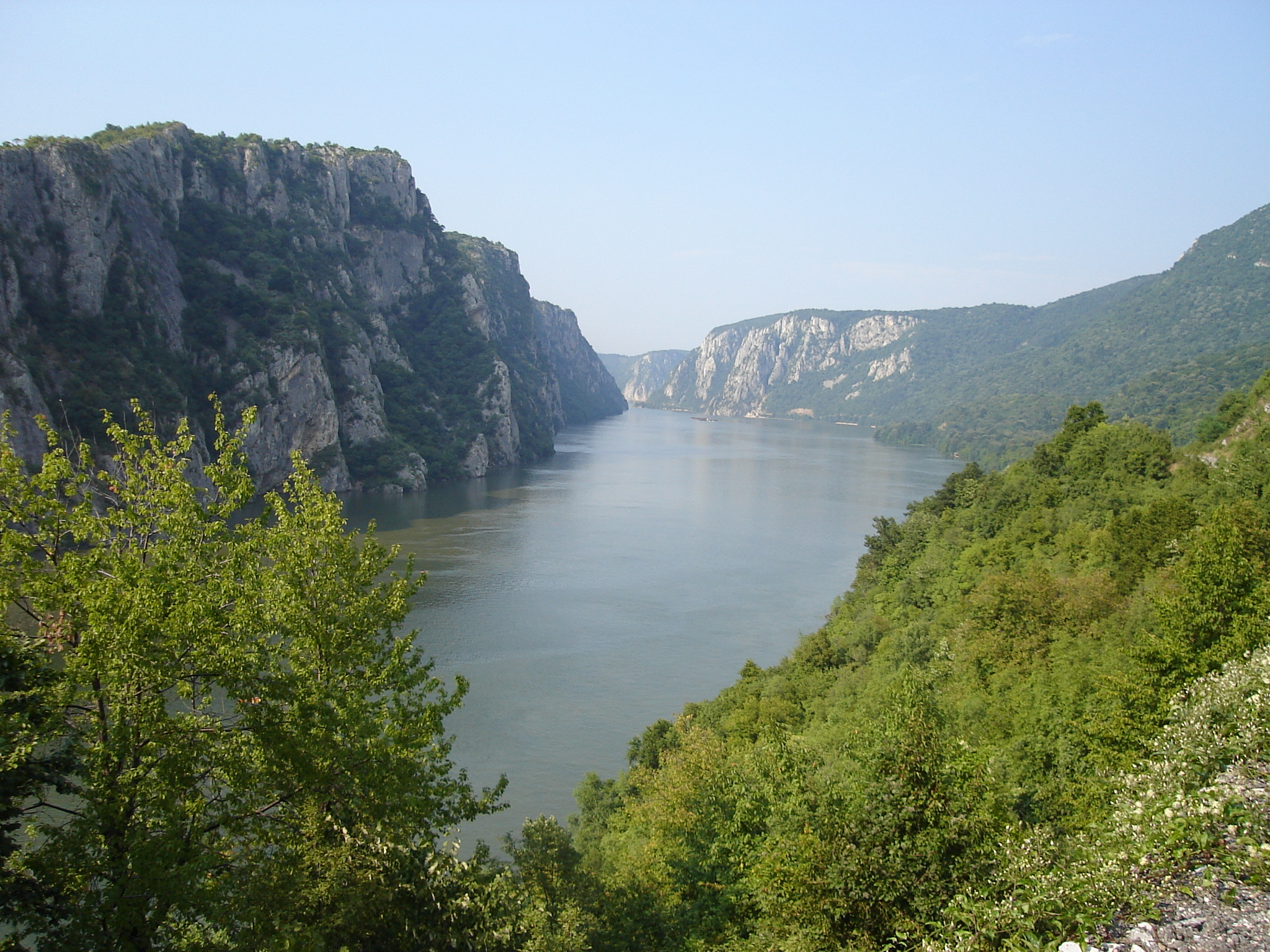
دروازه‌های آهنین دانوب

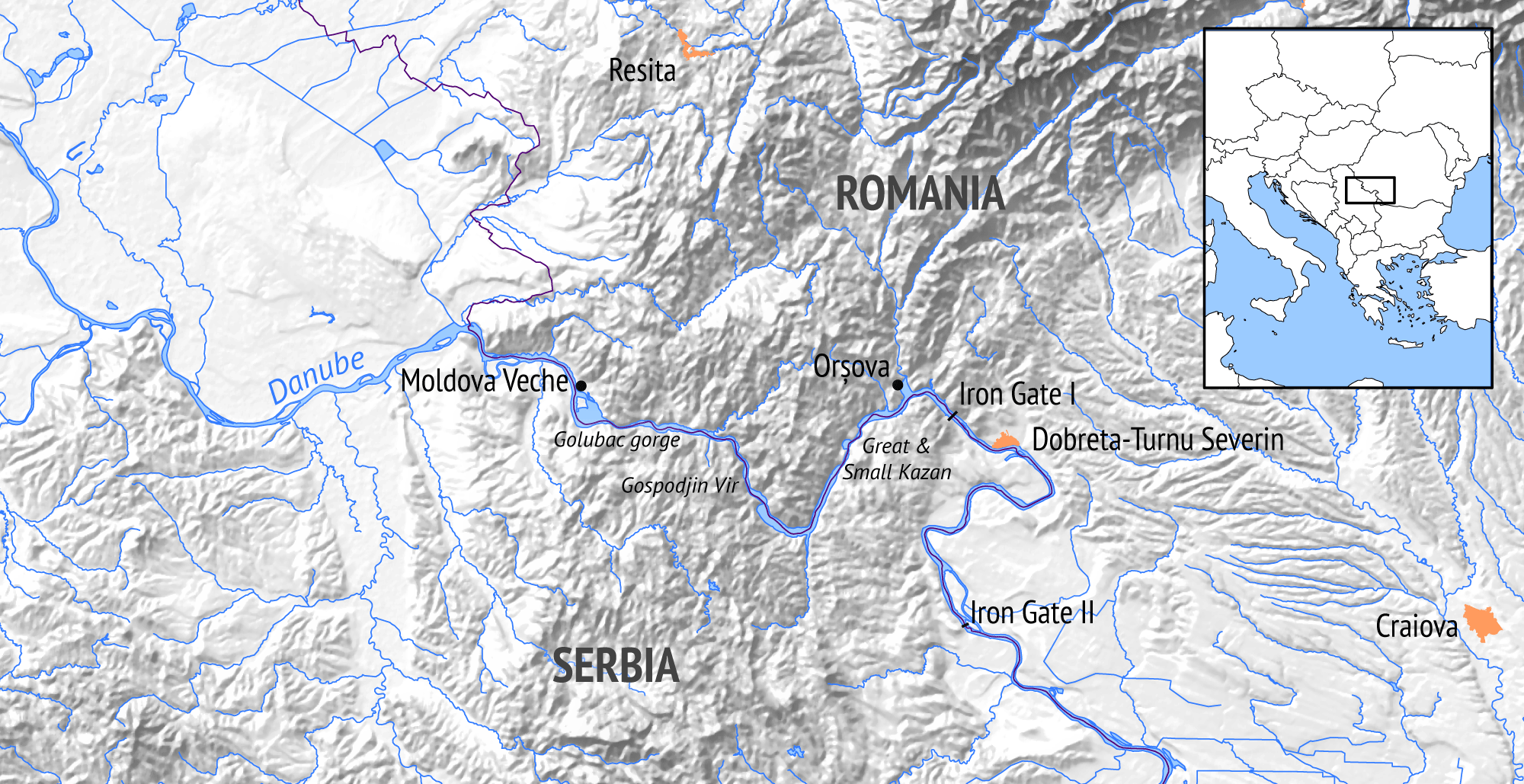
موقعیت دروازه‌های آهنین

گردنهٔ جِرداپ یا دروازه‌های آهنین یک ژرف‌دره در رودخانه دانوب است. این بخش در مرز بین صربستان در جنوب و رومانی در شمال جاری است. در این نقطه رود دانوب، کوه‌های کارپات جنوبی را از کوهپایه‌های شمال غربی کوه‌های بالکان جدا می‌کند. منطقه حفاظت‌شده بزرگی در طرف صربستان در ژوئیه ۲۰۲۰ به عنوان ژئوپارک جهانی یونسکو شامل پارک ملی جرداپ اعلام شد.

## نام
در صربی: Ђердапска клисура / Đerdapska klisura یا Гвоздена врата / Gvozdena vrata، این تنگه به نام جرداپ شناخته می‌شود و ریشهٔ فارسی گرداب دارد که از زبان ترکی وارد شده است. در دیگر زبان‌ها ترجمهٔ واژهٔ ترکی استانبولی: demirkapı یا دروازهٔ آهن به‌عنوان نام تنگه وارد بسیاری از زبان‌ها شده است (رومانیایی: Porțile de Fier, بلغاری: Железни врата, آلمانی: Eisernes Tor، مجاری: Vaskapu).